# راجر گریسی
راجر گریسی (انگلیسی: Roger Gracie؛ زادهٔ ۲۶ سپتامبر ۱۹۸۱) ورزشکار هنرهای رزمی ترکیبی اهل برزیل است.